# 오구라촌 (나가노현)
오구라촌(小倉村)은 나가노현 미나미아즈미군에 설치되었던 촌이다. 현재의 아즈미노시에 해당한다.